# Ao Sul do Meu Corpo
Ao Sul do Meu Corpo é um filme brasileiro de 1982, do gênero drama, dirigido por Paulo Cesar Saraceni e com roteiro baseado em conto Duas vezes com Helena de Paulo Emílio Sales Gomes.
Folha de S.Paulo de 22 de outubro de 1982 informou que o filme foi ameaçado de cortes pela Censura e foi finalmente liberado sem cortes, pelo Conselho Superior de Censura.
Em 2001, foi lançado Duas Vezes com Helena, com o mesmo roteiro.

## Sinopse
Um jovem se envolve com a mulher de seu professor e orientador, ao visitá-los em Campos do Jordão.

## Elenco
- Nuno Leal Maia.... Policarpo
- Paulo César Peréio.... Alberto
- Ana Maria Nascimento e Silva.... Helena
- Othon Bastos.... Padre Paulo
- Cissa Guimarães
- Jalusa Barcellos
- Maria Pompeu

## Principais prêmios e indicações
Festival de Gramado 1982
- Venceu na categoria de Melhor Fotografia.
- Indicado na categoria de Melhor Filme.